# John Locke (pisarz)

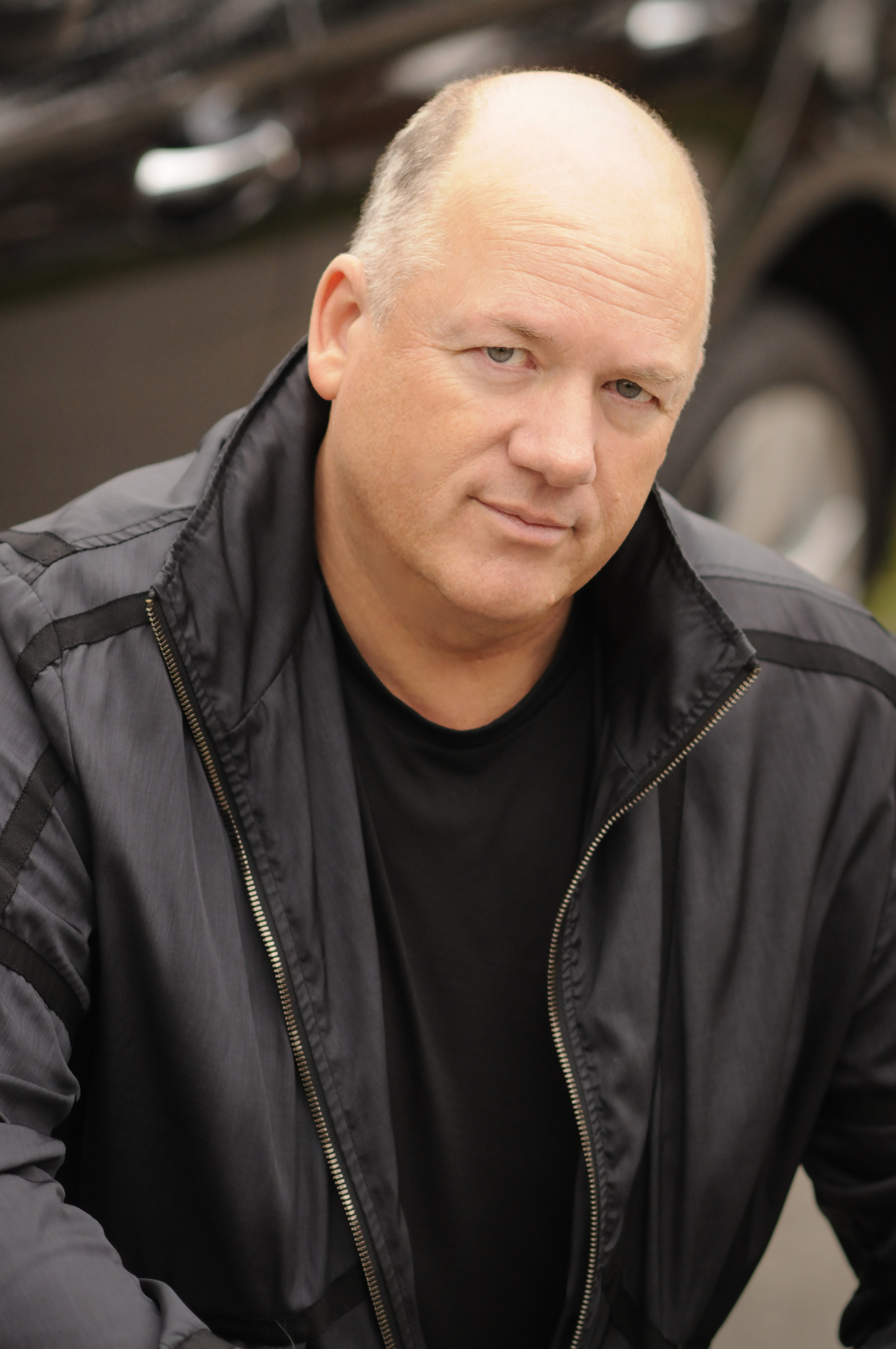
John Locke

John Locke (ur. w 1951 w San Juan, Puerto Rico) – amerykański pisarz, pierwszy w historii autor niezależny self-publisher, któremu udało się w czerwcu 2011 roku uzyskać sprzedaż ponad miliona swoich e-booków opublikowanych dzięki Kindle Direct Publishing na Amazon.com. Jest również jednym z 14 autorów na świecie, którym udało się sprzedać ponad milion e-booków w Kindle Store oraz jednym z dwóch w tzw. Kindle Million Club autorów niezależnych self-publisherów, którym się to udało (drugim autorem jest Amanda Hocking).

## Kariera
Locke jest znany z serii thrillerów, których bohaterem jest były agent C.I.A. Donovan Creed. Publikowaniem zajął się w roku 2009 po tym jak dorobił się na pracy jako akwizytor sprzedający ubezpieczenia. Obecnie sprzedaż jego utworów przekroczyła 2 miliony egzemplarzy, autor zdradził, że sprzedaje jeden egzemplarz swojej książki co 7 sekund. Jego utwory zostały przetłumaczone na ponad 29 języków, wśród których nie znalazł się język polski. Pisarz publikuje wyłącznie bez udziału wydawnictw, wszystkie e-booki sprzedaje w cenie 99 centów oraz odrzuca wszelkie propozycje wydawnicze.